# José Nicasio Milá de la Roca
José Nicasio Milá de la Roca y Guilla (1807-1883) fue un escritor y periodista español.

## Biografía
Nacido en 1807, era hijo de José María Milá de la Roca y Serra y María de las Mercedes Guilla y Sagarra. Estuvo empleado en el resguardo marítimo.  Caracterizado como un «escritor y activista contrarrevolucionario», publicó y dirigió el periódico satírico El Papagayo, afín al partido moderado, que sostenía continua lucha con el titulado El Sapo y el Mico. Escribió en 1844 la obra Los misterios de Barcelona. Falleció en 1883, en el mes de diciembre.

## Obras
- Los misterios de Barcelona (1844).[3]
- Proyecto de un reglamento para el resguardo marítimo (1844).[3]
- Los diablos en España (1846).[3]
- Guía catalana ó verdader pronostich per lo any 1845.[3]
- De Godoy á Sagasta (1876), novela histórica de la revolución española.[3]